# Ullevaal Stadion
Ullevaal Stadion, stadion piłkarski w stolicy Norwegii – Oslo. Jest to stadion narodowy, na którym mecze w roli gospodarza rozgrywa reprezentacja Norwegii. Pojemność stadionu wynosi 25 572 miejsc. Jest to również stadion dwóch klubów norweskiej Tippeligaen: Lyn Fotball oraz mistrza kraju z roku 2005 Vålerenga Fotball. Na Ullevaal rozgrywane są finały Pucharu Norwegii oraz finał corocznego młodzieżowego turnieju Norway Cup. W przyszłości planuje się powiększenie stadionu do ponad 30 000 miejsc, zbudowanie całkowitego zadaszenia głównej płyty, hotelu w pobliżu stadionu oraz boiska ze sztuczną trawą.

## Położenie
Stadion mieści się w Oslo w dzielnicy Nordre Aker, do stadionu można dojechać pociągami metra linii: 3, 4, 5 i 6 (linia Sognsvann i T-Baneringen), wysiadając na stacji Ullevål Stadion.